# UCI Asia Tour 2005-2006
El UCI Asia Tour 2005-2006 fue la segunda edición del calendario ciclístico internacional asiático. Contó con 26 carreras y se inició el 28 de septiembre de 2005 en Irán, con el Tour de Milad du Nour y finalizó el 16 de septiembre de 2006 en Malasia con el Campeonato Asiático de Ciclismo.
Tuvo la particularidad de que en el mismo calendario se disputaron 2 veces el Tour de Milad du Nour, el Tour de Taiwán y el Campeonato Asiático de Ciclismo.
El ganador a nivel individual fue el iraní Ghader Mizbani del Equipo Giant Asia. El mismo Giant Asia fue el vencedor por equipos, mientras que por países fue Irán quién logró la victoria.

## Calendario
Contó con las siguientes carreras, tanto por etapas como de un día.

### Septiembre 2005
| Fecha   | Carrera               | Cat. | Ganador      | Equipo del ganador |
| ------- | --------------------- | ---- | ------------ | ------------------ |
| 28 al 4 | Tour de Milad du Nour | 2.2  | David McCann | Giant Asia Racing  |

### Octubre 2005
| Fecha   | Carrera        | Cat. | Ganador        | Equipo del ganador |
| ------- | -------------- | ---- | -------------- | ------------------ |
| 23      | Japan Cup      | 1.1  | Damiano Cunego | Lampre-Caffita     |
| 29 al 3 | Tour de Taiwán | 2.2  | Ahad Kazemi    | Giant Asia Racing  |

### Noviembre 2005
| Fecha | Carrera         | Cat. | Ganador          | Equipo del ganador |
| ----- | --------------- | ---- | ---------------- | ------------------ |
| 13    | Tour de Okinawa | 1.2  | Yasutaka Tashiro | Bridgestone Anchor |

### Diciembre 2005
| Fecha    | Carrera                             | Cat. | Ganador        | Equipo del ganador |
| -------- | ----------------------------------- | ---- | -------------- | ------------------ |
| 11       | Campeonato Asiático Contrarreloj    | CC   | Youm Jung Hwan | Corea del Sur      |
| 13       | Campeonato Asiático en Ruta         | CC   | Joo Hyun Wook  | Corea del Sur      |
| 25 al 31 | Tour del Mar de la China Meridional | 2.2  | Kin San Wu     | Purapharm          |

### Enero 2006
| Fecha    | Carrera           | Cat. | Ganador      | Equipo del ganador    |
| -------- | ----------------- | ---- | ------------ | --------------------- |
| 15 al 21 | Tour de Siam      | 2.2  | Thomas Rabou | Marco Polo            |
| 24 al 29 | Tour de Tailandia | 2.2  | Fuyu Li      | Marco Polo            |
| 27       | Doha G. P.        | 1.1  | Tom Boonen   | Quick Step-Innergetic |
| 30 al 3  | Tour de Catar     | 2.1  | Tom Boonen   | Quick Step-Innergetic |

### Febrero 2006
| Fecha   | Carrera          | Cat. | Ganador      | Equipo del ganador |
| ------- | ---------------- | ---- | ------------ | ------------------ |
| 3 al 12 | Tour de Langkawi | 2.HC | David George | Barloworld         |

### Marzo 2006
| Fecha   | Carrera        | Cat. | Ganador           | Equipo del ganador |
| ------- | -------------- | ---- | ----------------- | ------------------ |
| 5 al 11 | Tour de Taiwán | 2.2  | Stephen Gallagher | Giant Asia Racing  |

### Abril 2006
| Fecha    | Carrera                      | Cat. | Ganador          | Equipo del ganador |
| -------- | ---------------------------- | ---- | ---------------- | ------------------ |
| 15 al 19 | Tour de la Isla de Chongming | 2.2  | Robert McLachlan | Drapac Porsche     |
| 15 al 20 | Kerman Tour                  | 2.2  | Ghader Mizbani   | Giant Asia Racing  |

### Mayo 2006
| Fecha    | Carrera                    | Cat. | Ganador        | Equipo del ganador               |
| -------- | -------------------------- | ---- | -------------- | -------------------------------- |
| 3 al 7   | Tour de Hong Kong Shanghai | 2.2  | Geert Steurs   | Pictoflex                        |
| 4 al 10  | Tour de Corea              | 2.2  | Tobias Erler   | Giant Asia Racing                |
| 14 al 21 | Tour de Japón              | 2.2  | Vladimir Duma  | C.B. Immobiliare-Universal Caffè |
| 22 al 29 | Tour de Azerbaiyán         | 2.2  | Ghader Mizbani | Giant Asia Racing                |

### Julio 2006
| Fecha    | Carrera                | Cat. | Ganador            | Equipo del ganador |
| -------- | ---------------------- | ---- | ------------------ | ------------------ |
| 5 al 9   | Tour del Este de Java  | 2.2  | Ghader Mizbani     | Giant Asia Racing  |
| 15 al 23 | Vuelta al Lago Qinghai | 2.HC | Maarten Tjallingii | Skil-Shimano       |

### Agosto 2006
| Fecha    | Carrera               | Cat. | Ganador        | Equipo del ganador |
| -------- | --------------------- | ---- | -------------- | ------------------ |
| 14 al 20 | Tour de Milad du Nour | 2.2  | Ghader Mizbani | Giant Asia Racing  |
| 27 al 4  | Tour de Indonesia     | 2.2  | David McCann   | Giant Asia Racing  |

### Septiembre 2006
| Fecha    | Carrera                          | Cat. | Ganador         | Equipo del ganador |
| -------- | -------------------------------- | ---- | --------------- | ------------------ |
| 13 al 18 | Tour de Hokkaido                 | 2.2  | Taiji Nishitani | Aisan Racing       |
| 14       | Campeonato Asiático Contrarreloj | CC   | Andrey Mizourov | Kazajistán         |
| 16       | Campeonato Asiático en Ruta      | CC   | Mehdi Sohrabi   | Irán               |

## Clasificaciones

### Individual
| Posición | Ciclista           | Puntos |
| -------- | ------------------ | ------ |
| 1        | Ghader Mizbani     | 434,32 |
| 2        | Hossein Askari     | 386,32 |
| 3        | Ahad Kazemi        | 259,32 |
| 4        | David McCann       | 228    |
| 5        | Maarten Tjallingii | 189    |
| 6        | Omar Hasanein      | 188,66 |
| 7        | David George       | 178    |
| 8        | Tobias Erler       | 167    |
| 9        | Mahdi Sohrabi      | 167    |
| 10       | Robert McLachlan   | 162    |

### Equipos
| Posición | Equipo       | Puntos   |
| -------- | ------------ | -------- |
| 1        | Giant Asia   | 1.379,64 |
| 2        | Skil-Shimano | 397      |
| 3        | Relax-GAM    | 375      |
| 4        | Marco Polo   | 371      |
| 5        | Racing Vang  | 308      |

### Países
| Posición | País       | Puntos   |
| -------- | ---------- | -------- |
| 1        | Irán       | 1.730,06 |
| 2        | Japón      | 849      |
| 3        | Kazajistán | 770      |
| 4        | Uzbekistán | 433      |
| 5        | Hong Kong  | 288      |